# Jan Kodeš

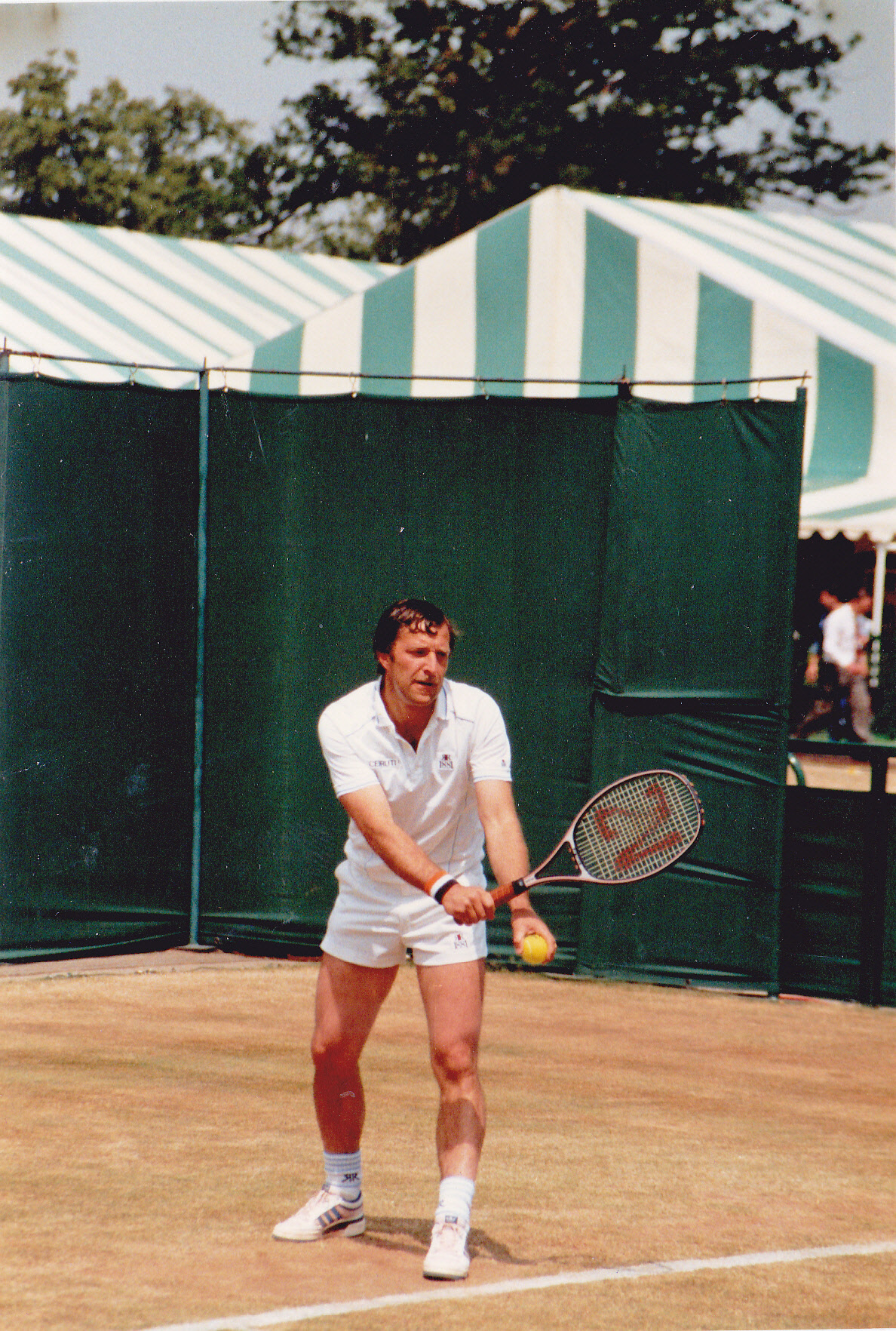
Jan Kodeš cirka 1987.

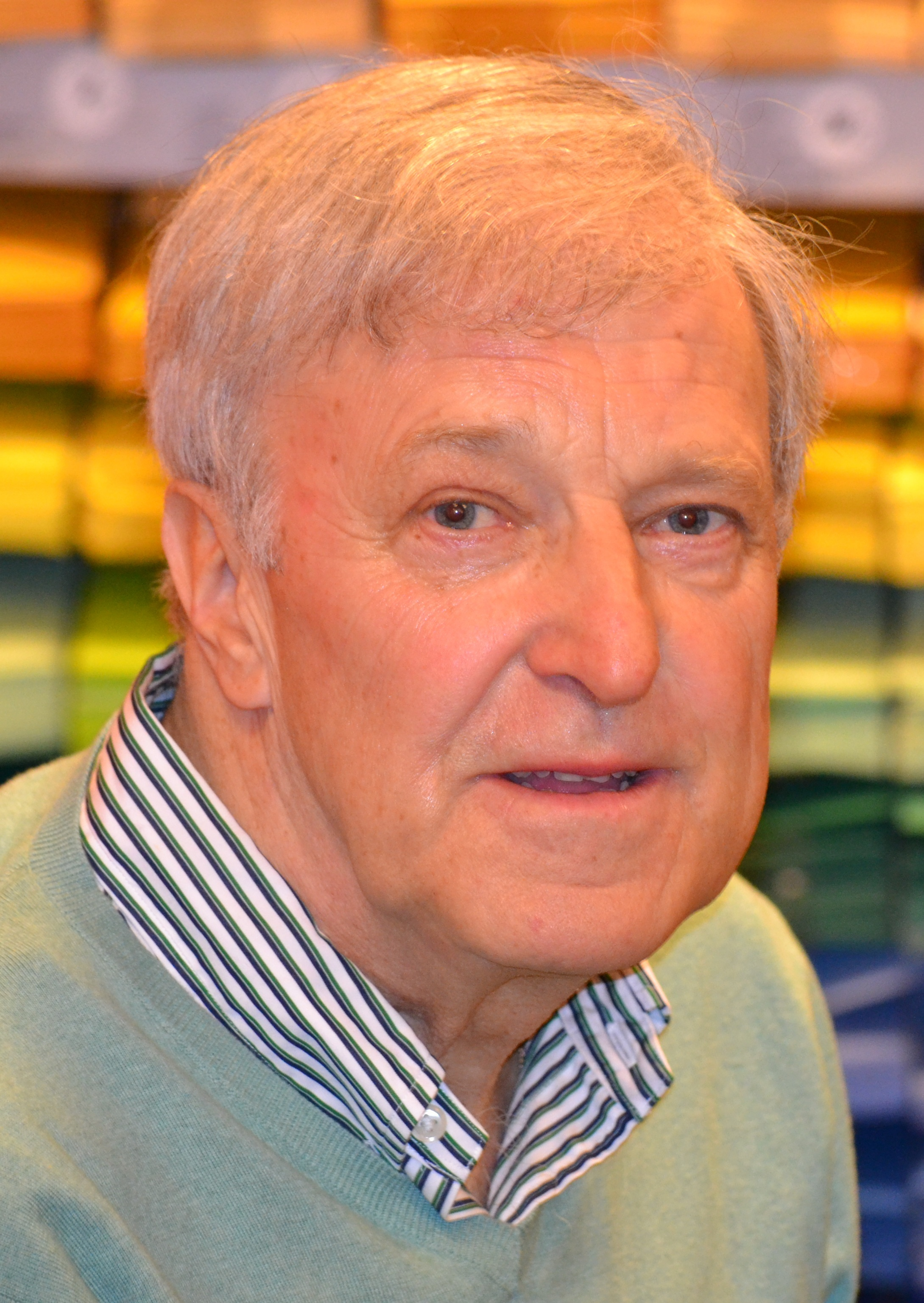
Jan Kodeš, 2013.

Jan Kodeš, född 1 mars 1946 i Prag i Tjeckoslovakien, är en tidigare tennisspelare från det dåvarande Tjeckoslovakien.
Kodeš hörde under första halvan av 1970-talet till den absoluta världseliten i tennis, och var rankad bland de tio främsta 1971 och 1973. Under sin karriär vann han totalt 12 singel- och 17 dubbeltitlar; av singeltitlarna var tre i Grand Slam-turneringar. Efter sin aktiva karriär var han lagkapten i det tjeckoslovakiska Davis Cup-laget 1982-87 och president för det tjeckiska tennisförbundet 1994-98. Han upptogs 1990 i International Tennis Hall of Fame.

## Tenniskarriären
Kodeš nådde sin första Grand Slam-final 1970 på grusunderlag i Franska öppna. Han besegrade där den jugoslaviska spelaren Zeljko Franulovic i tre raka set. Året därpå var han åter i final i Franska öppna och mötte då rumänen Ilie Nastase som han besegrade med setsiffrorna 8-6, 6-2, 2-6, 7-5. Samma år, 1971, nådde han final i US Open (som spelades på gräs), efter semifinalvinst över toppseedade Arthur Ashe. I finalen fick han dock ge sig mot amerikanen Stan Smith som vann med 3-6, 6-3, 6-2, 7-6 (5-3). 
I Wimbledonmästerskapen 1973 var Kodeš seedad som nummer 15. Emellertid sammanföll tidpunkten för Wimbledon det året med en akut konflikt mellan det nybildade ATP (Association of Tennis Professionals) och Internationella tennisförbundet (International Tennis Federation, ITF). Den jugoslaviska spelaren och ATP-medlemmen Nikola Pilić hade suspenderats på nio månader av sitt nationella förbund på grund av hans vägran att spela Davis Cup för sitt land. Beslutet om suspendering stöddes av ITF, som dock reducerade strafftiden till tre månader. ATP beslöt trots detta att bojkotta det årets Wimbledonturnering, eftersom Pilić inte fick ställa upp i tävlingen. Detta innebar att 79 spelare uteblev från turneringen, varför kvarvarande spelare seedades på nytt. Kodeš blev nu seedad som nummer två medan Ilie Nastase blev seedad nummer ett. Bland kvarvarande spelare fanns också engelsmannen Roger Taylor (seedad nummer tre), ryssen Alexander Metreveli, amerikanen Jimmy Connors (seedad nummer fem) och svensken Björn Borg (seedad nummer sex och debutant i mästerskapen). Nastase åkte ur turneringen tidigt mot amerikanen Sandy Mayer, som i sin tur förlorade sin semifinal mot Metreveli. Borg nådde kvartsfinal, som han dock förlorade över fem set mot Taylor. Semifinalen spelades mellan Kodeš och Taylor. Kodeš vann den mycket jämna matchen i fem set. I finalen mötte sedan Kodeš Alexander Metreveli, som han "krossade" i tre raka set (6-1, 9-8, 6-3). Kodeš hade därmed vunnit sin enda GS-titel på gräsunderlag. 
I september samma år spelade Kodeš ånyo final i US Open, men förlorade över fem set mot den australiska spelaren John Newcombe.
Jan Kodeš spelade från 1966 i Tjeckoslovakiens Davis Cup-lag. Totalt spelade han 94 matcher av vilka han vann 60. År 1975 spelade laget världsfinal i Stockholm mot det svenska laget. Kodeš besegrade i sin första singelmatch Ove Bengtson och mötte Björn Borg i den avgörande sista matchen. Han var chanslös mot svensken som vann i tre raka set, varvid Sverige hade tagit sin första DC-titel. Åren 1982-87 var Kodeš lagkapten i det tjeckoslovakiska laget.

## Spelaren och personen
Jan Kodeš var i första hand grusspecialist och kraftfull utpräglad baslinjespelare. Han påstås ha yttrat "att spela på gräs är ett dåligt skämt". Trots den inställningen var han, när han stod på topp, en synnerligen effektiv grässpelare, och nådde tre Grand Slam-finaler på det underlaget. 
Till skillnad från sina landsmän Jaroslav Drobny, Martina Navratilova och Ivan Lendl, vilka alla lämnade sitt hemland, valde Kodeš att stanna kvar i Tjeckoslovakien under hela sin karriär. Han kom därför av naturliga skäl att hyllas som idrottshjälte av landets befolkning i betydligt större utsträckning än de andra.

## Grand Slam-titlar
- Franska öppna
  - Singel - 1970, 1971
- Wimbledonmästerskapen
  - Singel - 1973